# Systematik der Zweiflügler

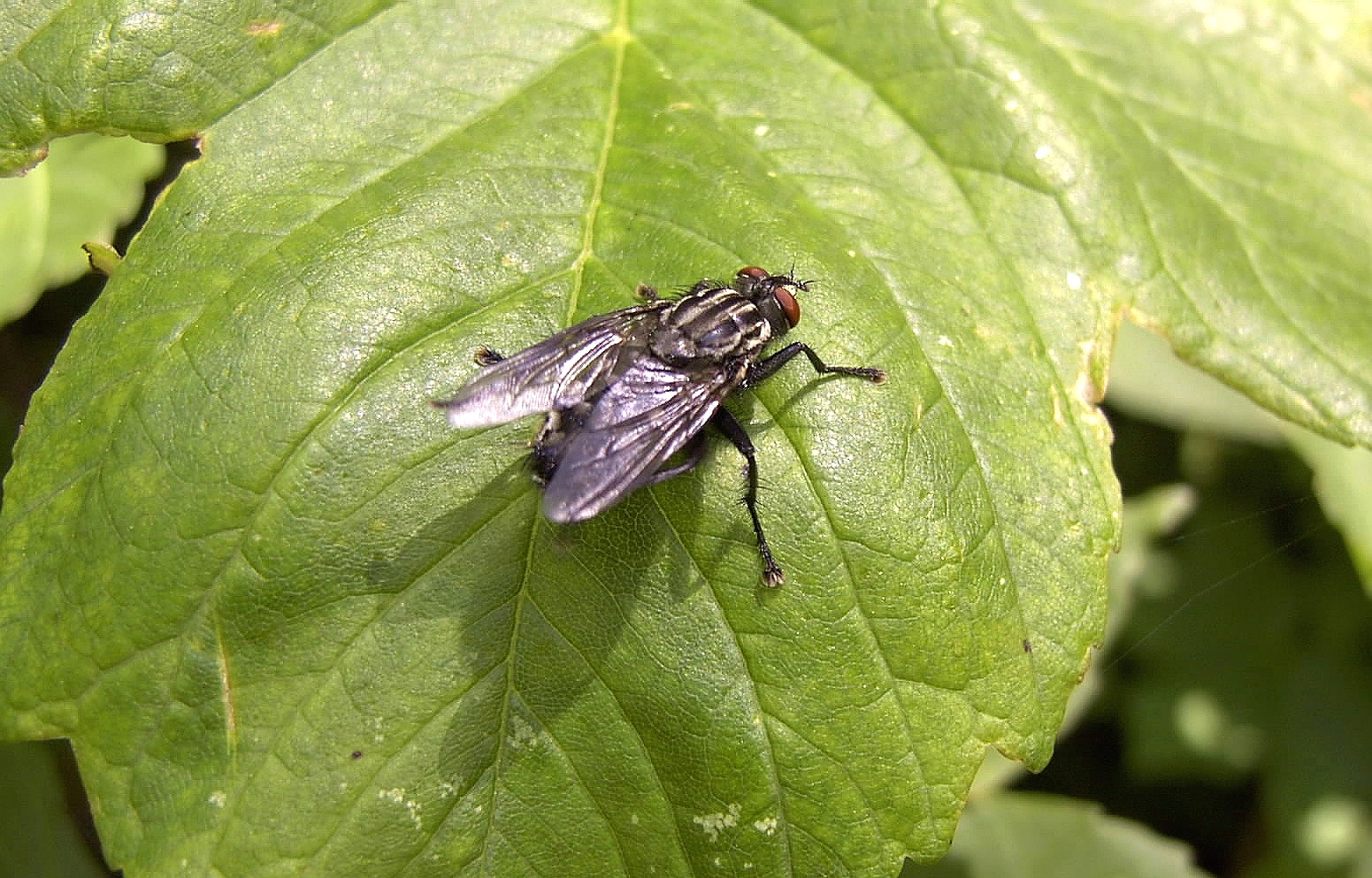
Fliege von oben betrachtet

Die folgende Systematik der Zweiflügler zeigt die Zugehörigkeit der unterschiedlichen Taxa der Mücken und Fliegen in das System der Zweiflügler (Diptera). 
Die Zweiflügler stellen eine sehr große Tiergruppe mit über 158.000 beschriebenen Arten in rund 10.000 Gattungen und 155 Familien dar. Entsprechend umfangreich ist die Systematik dieser Tiere. Da sie sowohl im Larvenstadium als auch als adulte Tiere  reich an Merkmalen und Lebensweisen sind, ist die Unterscheidung und die Rekonstruktion der natürlichen Verwandtschaftsverhältnisse in einer systematischen Darstellung ständig Wechseln unterworfen.

## Ordnung Zweiflügler (Diptera)
Gemeinhin werden die Zweiflügler in die beiden Unterordnungen Mücken (Nematocera) und Fliegen (Brachycera) aufgeteilt. Die Mücken stellen allerdings mit sehr hoher Wahrscheinlichkeit keine natürliche Gruppe dar (Monophylum), sondern sind vielmehr eine Zusammenfassung mehrerer Entwicklungslinien mit ähnlichem Habitus.

### Unterordnung Mücken (Nematocera)

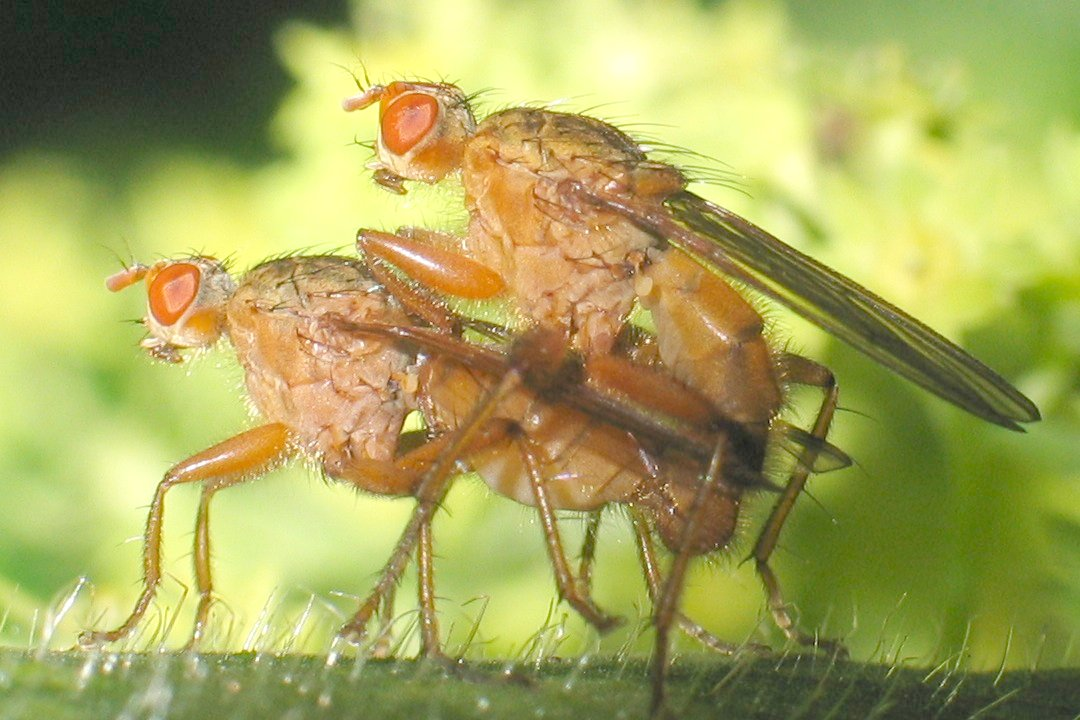
Dungfliegen (Scathophaga sp.) bei der Paarung

Die Mücken (Nematocera) werden als paraphyletisch angesehen. Sechs Teilordnungen werden unterschieden.

#### Culicomorpha
Die Culicomorpha und die Ptychopteromorpha bilden eine monophyletische Gruppe, die den übrigen Diptera als Schwestergruppe gegenübergestellt werden kann. Innerhalb der Culicomorpha gibt es die beiden Überfamilien Culicoidea und Chironomoidea.
- Culicomorpha
  - Culicoidea
    - Tastermücken - Dixidae
    - Coretrellidae
    - Büschelmücken - Chaoboridae
    - Stechmücken - Culicidae

  - Chironomoidea
    - Dunkelmücken - Thaumaleidae
    - Kriebelmücken - Simuliidae
    - Gnitzen - Ceratopogonidae
    - Zuckmücken - Chironomidae

#### Ptychopteromorpha
- Ptychopteromorpha
  - Ptychopteroidea
    - Faltenmücken - Ptychopteridae
    - Tanyteridae

#### Blephariceromorpha
Die drei Familien der Blephariceromorpha sind durch mehrere gemeinsame Merkmale charakterisiert. Die Gruppe gilt daher als monophyletisch. Ähnlich ist auch die Lebensweise ihrer Larven in schnell fließenden Gewässern. 
- Blephariceromorpha
  - Blephariceroidea
    - Lidmücken - Blephariceridae
    - Bergmücken - Deuterophlebiidae
    - Nymphomyiidae

#### Bibionomorpha
Zu den Bibionomorpha werden heute manchmal auch die Axymyiidae gezählt, die früher als Axymyiomorpha eine eigene Gruppe bildeten.
- Bibionomorpha
  - Bibionoidea
    - Hesperinidae
    - Haarmücken - Bibionidae

  - Pachyneuroidea
    - Pachyneuridae

  - Sciaroidea
    - Antefungivoridae (9 Gattungen)
    - Archizelmiridae (4 Gattungen)
    - Bolitophilidae (2 Gattungen)
    - Gallmücken - Cecidomyiidae
    - Diadocidiidae (2 Gattungen)
    - Ditomyiidae (9 Gattungen)
    - Eoditomyiidae (1 Gattung)
    - Langhornmücken - Keroplatidae (früher auch: Macroceridae; 5 Gattungen)
    - Lygistorrhinidae (15 Gattungen)
    - Mesosciophilidae (11 Gattungen)
    - Pilzmücken - Mycetophilidae (10 Gattungen)
    - Paraxymyiidae (9 Gattungen)
    - Pleciofungivoridae (18 Gattungen)
    - Protopleciidae (14 Gattungen)
    - Langflügel-Pilzmücken - Rangomaramidae (1 Gattung)
    - Trauermücken - Sciaridae (51 Gattungen)

#### Axymyiomorpha
- Axymyiomorpha
  - Axymyioidea 
    - Axymyiidae

#### Psychodomorpha
Die Psychodomorpha sind wahrscheinlich polyphyletisch. Die Fenstermücken und die Dungmücken haben nahe Verwandte bei den Bibionomorpha.
- Psychodomorpha
  - Psychodoidea
    - Schmetterlingsmücken - Psychodidae

  - Scatopsoidea
    - Canthyloscelidae (einschließlich Synneuridae)
    - Perissommatidae
    - Dungmücken - Scatopsidae
    - Valeseguyidae

  - Anisopodoidea
    - Fenstermücken - Anisopodidae

#### Tipulomorpha
Die Stellung der Tipulomorpha innerhalb der Systematik der Zweiflügler ist umstritten, ebenso das Verwandtschaftsverhältnis der einzelnen Familien zueinander. Die Tipulomorpha sind eng mit den Psychodomorpha verwandt, die Wintermücken werden oft zu den Psychodomorpha gestellt. 
- Tipulomorpha
  - Tipuloidea
    - Schnaken - Tipulidae
    - Stelzmücken - Limoniidae
    - Moosmücken - Cylindrotomidae
    - Pediciidae

  - Trichoceroidea
    - Wintermücken - Trichoceridae

### Unterordnung Fliegen (Brachycera)

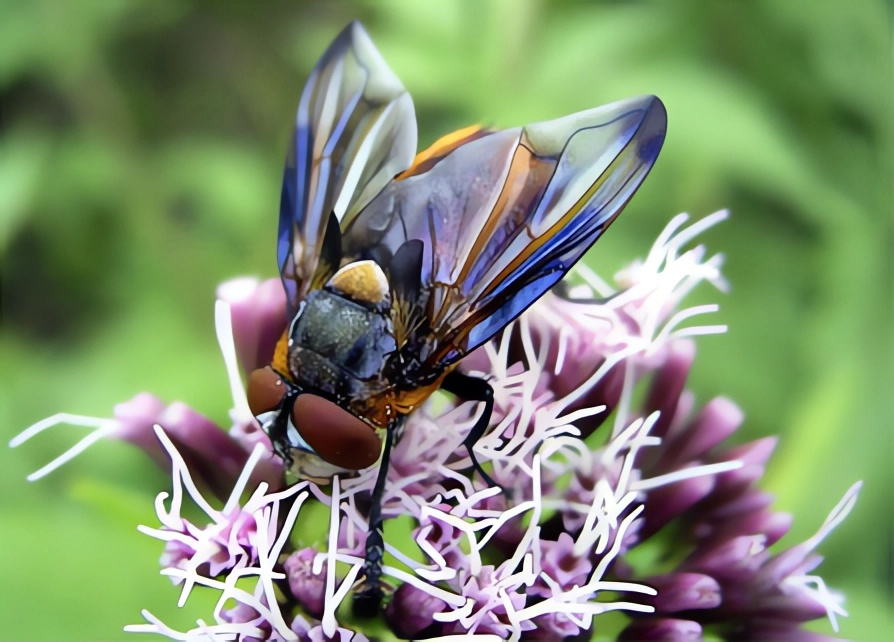
Phasia hemiptera

#### Früher alsSpaltschlüpfer(Orthorrhapha) zusammengefasste Teilordnungen
- Asilomorpha
  - Asiloidea
    - Raubfliegen - Asilidae
    - Apioceridae
    - Apystomyiidae
    - Wollschweber - Bombyliidae
    - Hilarimorphidae
    - Mydasfliegen - Mydidae
    - Mythicomyiidae

  - Therevidoidea
    - Apsilocephalidae (früher in der Familie Therevidae)
    - Evocoidae - Ocoafliegen
    - Fensterfliegen - Scenopinidae
    - Luchs- oder Stilettfliegen - Therevidae

  - Empidoidea
    - Atelestidae
    - Langbeinfliegen - Dolichopodidae
      - Kleine Tanzfliegen - Microphorinae

    - Tanzfliegen - Empididae
    - Buckeltanzfliegen - Hybotidae
    - Brachystomatidae

  - Nemestrinoidea
    - Kugelfliegen - Acroceridae
    - Netzfliegen - Nemestrinidae
- Stratiomyomorpha
  - Stratiomyoidea
    - Pantophthalmidae
    - Waffenfliegen - Stratiomyidae
    - Xylomyidae
- Tabanomorpha
  - Tabanoidea
    - Ibisfliegen - Athericidae (bis 1973 in der Familie Rhagionidae)[4]
    - Austroleptidae (bis 2001 Unterfamilie der Rhagionidae)[5]
    - Oreoleptidae (nur eine Art: Oreoleptis torrenticola)
    - Pelecorhynchidae (oft auch als Unterfamilie der Rhagionidae behandelt)
    - Schnepfenfliegen - Rhagionidae
    - Spaniidae (bis 2001 Unterfamilie der Rhagionidae)[5]
    - Bremsen - Tabanidae
      - Chrysopsinae
      - Pangoniinae
      - Tabaninae

    - Wurmlöwen - Vermileonidae (früher tw. als eigene Teilordnung Vermileonomorpha)
- Xylophagomorpha
  - Xylophagoidea
    - Holzfliegen (Familie) - Xylophagidae (einschließlich Coenomyiidae und Rachiceridae)
      - Stinkfliegen - Coenomyiinae
      - Rachicerinae
      - Holzfliegen (Unterfamilie) - Xylophaginae

#### Teilordnung Muscomorpha (Cyclorrhapha)
Die Teilordnung Muscomorpha (früher Deckelschlüpfer) wird in die beiden Sektionen Aschiza und Schizomorpha unterteilt. Das Unterscheidungsmerkmal der beiden Gruppen ist eine bogenförmige Sutur auf dem Kopf der Schizophora, die bei den Aschiza fehlt. Diese „Naht“ entsteht durch eine spezielle Anpassung der Schizophora, die nach der Puppenruhe das Schlüpfen aus dem Puparium erleichtert. Auf dem Kopf, oberhalb der Antennen, wird eine ausstülpbare Membran gebildet, die sich mit Hämolymphe füllt. Mit diesem Organ, das Ptilinum genannt wird, kann die Puppenhülle bei den Deckelschlüpfern entlang einer vorgegebenen Sollbruchstelle aufgesprengt werden. Nach dem Abstreifen der Puppenhülle durch die adulte Fliege wird die Flüssigkeit wieder in den Körper resorbiert und die Membran fällt in sich zusammen. Sie wird in die Kopfkapsel zurückgezogen und es verbleibt nur noch eine bogenförmige Narbe zwischen den Facettenaugen oberhalb der Fühler. Sie markiert den Spalt, durch den die Membran im Puppenstadium ausgestülpt wurde. Der Name Schizophora (Spaltträger) ist davon abgeleitet. Er wurde von Eduard Becher erstmals verwendet.
Die Schizophora werden in zwei weitere große Gruppen geteilt, die Acalyptratae und die Calyptratae. Diese Unterscheidung bezieht sich auf die beiden Calyptren an der Basis jedes Vorderflügels der Calyptratae. Die Calyptren (Einzahl: Calypter) sind zwei lappenförmige Anhänge der Flügel, die die Schwingkölbchen meist überdecken. Die acalyptraten Fliegen besitzen diese Anhänge nicht.
- Aschiza
  - Platypezoidea
    - Opetiidae
    - Ironomyiidae
    - Tummelfliegen - Platypezidae

  - Phoroidea
    - Lanzenfliegen - Lonchopteridae
    - Buckelfliegen - Phoridae (einschließlich Sciadoceridae)

  - Syrphoidea
    - Augenfliegen, Kugelkopffliegen - Pipunculidae
    - Schwebfliegen - Syrphidae
- Schizophora
  - Acalyptratae
    - Conopoidea
      - Dickkopffliegen - Conopidae

    - Tephritoidea
      - Lonchaeidae (selten auch Lanzenfliegen genannt)
      - Zitterfliegen - Pallopteridae
      - Käsefliegen - Piophilidae (einschließlich Nestfliegen (Meisensauger)) - Neottiophilidae und Thyreophoridae
      - Breitmundfliegen - Platystomatidae
      - Pyrgotidae
      - Richardiidae
      - Bohrfliegen - Tephritidae
      - Schmuckfliegen - Ulidiidae (die Otitidae wurden als Unterfamilie eingegliedert)

    - Nerioidea
      - Cypselosomatidae
      - Stelzenfliegen - Micropezidae
      - Neriidae

    - Diopsoidea
      - Stielaugenfliegen - Diopsidae
      - Gobryidae
      - Borkenfliegen, Schenkelfliegen - Megamerinidae
      - Nothybidae
      - Nacktfliegen - Psilidae
      - Somatiidae
      - Syringogastridae
      - Strongylophthalmyiidae
      - Zartfliegen - Tanypezidae

    - Sciomyzoidea
      - Tangfliegen - Coelopidae
      - Baumfliegen - Dryomyzidae
      - Helosciomyzidae (manchmal bei den Sciomyzidae eingegliedert)
      - Heterocheilidae
      - Ropalomeridae
      - Schwingfliegen - Sepsidae
      - Hornfliegen - Sciomyzidae (einschließlich Huttoninidae, Phaeomyiidae, Tetanoceridae)

    - Sphaeroceroidea
      - Gelbfliegen - Chyromyidae
      - Algenfliegen, Scheufliegen - Heleomyzidae (einschließlich Trixoscelidae[7])
      - Nannodastiidae
      - Sphaeroceridae (manchmal auch Dungfliegen genannt)

    - Lauxanioidea
      - Celyphidae
      - Blattlausfliegen - Chamaemyiidae
      - Polierfliegen - Lauxaniidae
        - Breitkopffliegen - Eurychoromyiinae

    - Opomyzoidea
      - Minierfliegen - Agromyzidae
      - Sumpffliegen - Anthomyzidae
      - Feinfliegen - Asteiidae
      - Baumsaftfliegen - Aulacigastridae
      - Clusiidae
      - Fergusoninidae
      - Marginidae
      - Neminidae
      - Neurochaetidae
      - Odiniidae
      - Grasfliegen - Opomyzidae
      - Saftfliegen - Periscelididae (einschließlich Stenomicridae)
      - Teratomyzidae
      - Xenasteiidae

    - Ephydroidea
      - Camillidae
      - Curtonotidae
      - Diastatidae
      - Salzfliegen, Sumpffliegen, Breitmaulfliegen - Ephydridae
      - Taufliegen - Drosophilidae

    - Carnoidea
      - Acartophthalmidae
      - Australimyzidae
      - Bienenläuse - Braulidae
      - Canacidae
      - Gefiederfliegen - Carnidae
      - Halmfliegen - Chloropidae
      - Cryptochetidae
      - Inbiomyiidae
      - Nistfliegen - Milichiidae
      - Tethinidae

    - Acalyptratae incertae sedis
      - Ctenostylidae

  - Calyptratae
    - Muscoidea
      - Blumenfliegen - Anthomyiidae
      - Fanniidae
      - Echte Fliegen - Muscidae
      - Dungfliegen - Scathophagidae

    - Oestroidea
      - Schmeißfliegen - Calliphoridae
      - Mystacinobiidae
      - Dasselfliegen, Rachenbremsen - Oestridae (einschließlich Magendasseln - Gasterophilidae)
      - Asselfliegen - Rhinophoridae
      - Fleischfliegen - Sarcophagidae
      - Raupenfliegen, Schmarotzerfliegen - Tachinidae

    - Hippoboscoidea
      - Glossinidae, Tsetsefliegen - mit der einzigen Gattung Glossina
      - Lausfliegen - Hippoboscidae
      - Mormotomyiidae
      - Fledermausfliegen - Nycteribiidae
      - Streblidae ebenfalls als Fledermausfliegen bezeichnet